# Daisuke Hoshi
Daisuke Hoshi (jap. 星 大輔 Hoshi Daisuke; ur. 10 grudnia 1980) – japoński piłkarz występujący na pozycji pomocnika.

## Kariera klubowa
Od 1999 do 2011 roku występował w klubach Yokohama F. Marinos, FC Tokyo, Omiya Ardija, Montedio Yamagata, Kyoto Sanga FC, Tochigi SC i FC Machida Zelvia.